# He Yanzhu
He Yanzhu (chiń. 何焰柱; ur. 5 stycznia 1982 w Qinhuangdao) – chiński judoka. Olimpijczyk z Pekinu 2008, gdzie zajął dwudzieste miejsce w kategorii 90 kg.
Brązowy medalista mistrzostw Azji w 2009 roku.

## Letnie Igrzyska Olimpijskie 2008
| Konkurencja | Walki                  | Klas. końcowa |
| Konkurencja | 1/16                   | Miejsce       |
| ----------- | ---------------------- | ------------- |
| 90 kg       | Eduardo Santos (BRA) P | XX            |